# Samuel Sosa
Samuel Alejandro Sosa Cordero (Valencia, 17 de dezembro de 1997) é um futebolista venezuelano que atua como Ponta. Atualmente, joga pelo Emelec.

## Estatísticas
Atualizado até 20 de outubro de 2017

### Clubes
| Equipe            | Temporada         | Campeonato nacional | Campeonato nacional | Competições continentais | Competições continentais | Total | Total |
| Equipe            | Temporada         | Jogos               | Gols                | Jogos                    | Gols                     | Jogos | Gols  |
| ----------------- | ----------------- | ------------------- | ------------------- | ------------------------ | ------------------------ | ----- | ----- |
| Deportivo Táchira | 2016              | 14                  | 1                   | 1                        | 0                        | 15    | 1     |
| Deportivo Táchira | 2017              | 20                  | 7                   | 2                        | 0                        | 22    | 7     |
| Total na carreira | Total na carreira | 34                  | 8                   | 3                        | 0                        | 37    | 8     |

## Títulos

### Prêmios individuais
- Equipe do torneio do Campeonato Sul-Americano Sub-20 de 2019